# Heuretes picticornis
Heuretes picticornis är en fjärilsart som beskrevs av Augustus Radcliffe Grote och Robinson 1868. Heuretes picticornis ingår i släktet Heuretes och familjen snigelspinnare. Inga underarter finns listade i Catalogue of Life.